# Garimussla
Garimussla (Gari fervensis) är en musselart som först beskrevs av Johann Friedrich Gmelin 1791.  Garimussla ingår i släktet Gari och familjen Psammobiidae. Arten är reproducerande i Sverige. Inga underarter finns listade i Catalogue of Life.